# Хотмыжск (станция)
Хотмы́жск — станция Белгородского региона Юго-Восточной железной дороги РЖД, территориально расположена на территории Головчинского сельского поселения в Грайворонском районе Белгородской области России. Рядом со станцией находится одноименный пристанционный посёлок. Станция служит в основном для грузового сообщения и на ней оборудованы пункты пограничного контроля.

## Пригородное сообщение
На 2018 года пригородное сообщение осуществляется по направлениям:
- Хотмыжск — Готня (Поезд 6804, ППК "Черноземье", РА-2)

На 2019 год пригородное движение отсутствует.
Пригородное сообщение с Украиной:
После 01.06.2014 года пригородный поезд 6623/6624 Харьков-Готня укоротили до ст. Хотымжск. 
С 28.02.2018 украинской стороны пригород укоротили до ст. Одноробовка, с российской стороны до ст. Хотмыжск, разрыв 1 перегон. 
До 28 февраля 2015 года, оставался в ходу пригородный поезд Свекловичная-Одноробовка-Готня
- Хотмыжск — Одноробовка — Харьков

## Поезда дальнего следования
По состоянию на 2009 год поезда дальнего следования через станцию Хотмыжск не ходят.

## История
Станция была построена (вместе с жилыми зданиями для железнодорожников и складами) в 1910 году, о чём свидетельствуют цифры на зданиях и введена в эксплуатацию в 1911 году в составе участка Льгов — Харьков строящейся частной Северо-Донецкой железной дороги. Своё название станция получила от заштатного города Хотмыжск Грайворонского уезда Курской губернии (сейчас село в Борисовском районе Белгородской области), хотя данный населённый пункт находится примерно в 7 км от одноимённой станции.
В августе 1943 года, во время Белгородско-Харьковской наступательной операции Великой Отечественной войны на станции находилось большое скопление немецкой техники и войск противника. Чтобы не допустить прорыва и отхода к станции окруженной борисовской группировки неприятеля, генерал-майор А. И. Родимцев, командир 32-го гвардейского стрелкового корпуса, форсированным маршем направил в район Головчино 13-ю гвардейскую стрелковую дивизию под командованием генерала Г. В. Бакланова. Была поставлена задача не допустить прорыва противника на юго-западном направлении, на станцию Хотмыжск. Генерал-майор Г. В. Бакланов и генерал-майор Д. Х. Черниенко (командир 31-го танкового корпуса) для захвата железнодорожного узла сформировали ударный отряд из 3-го стрелкового батальона гвардии капитана П. Г. Мощенко из 39-го гвардейского стрелкового полка и танкового батальона 242-й танковой бригады под командованием капитана А. И. Реутова. Моторизованный отряд, усиленный противотанковой артиллерией незаметно и стремительно ворвался на станцию Хотмыжск, пленил пехотный батальон противника, уничтожил 11 танков и захватил пять железнодорожных составов с продовольствием и боевой техникой. 6 августа 1943 года станция Хотмыжск с трофеями и пленными оказалась в руках советских воинов.
В 1992 году, после распада СССР Хотмыжск стал приграничной станцией, на станции был организован пункт пропуска Белгородской таможни (сопредельный украинский «Одноробовка» — ст. Одноробовка) и позже размещено подразделение пограничной службы.
В 2007 году принято решение о постройке непосредственно на станции Хотмыжск постоянного пропускного пункта «Головчино», который позволит увеличить пропускную способность станции. Железнодорожный пункт пропуска «Головчино» имеет статус — временный двусторонний украино-российский грузопассажирский по состоянию на начало 2009 года.